# Conducho
El conducho era un tributo del reino de Castilla que, según algunos autores, consistía en la obligación de suministrar alimentos al rey y a los miembros de la Corte que acompañaban al monarca en sus desplazamientos, aunque otros autores lo definen como aquello que el rey tomaba cuando pasaba por un lugar, y otros señalan que este tributo consistía en proporcionar alojamiento y comida.
Este tributo estaba relacionado con el del yantar.

## Historia
El conducho es un tributo mencionado frecuentemente en los ordenamientos o cuadernos de Cortes de la Edad Media en la Corona de Castilla. Algunas de las Cortes en las que se hace referencia a este tributo son las siguientes:
- En las Cortes de Valladolid de 1293, que fueron las últimas del reinado de Sancho IV de Castilla, los procuradores se quejaron al rey de que cuando él o su esposa, la reina María de Molina, o el infante Fernando, o sus otros hijos, iban a un lugar,[4] los oficiales del rey penetraban en las casas y se apoderaban de los alimentos, del vino o de la leña, y por ello solicitaron al rey que en lo sucesivo los hombres buenos del lugar a donde fuesen los miembros de la familia real se encargaran de proporcionar el conducho a los oficiales reales, a fin de impedir con esta medida los daños ocasionados a los habitantes de esos lugares.[4]
- En las Cortes de Valladolid de 1307, el rey Fernando IV dispuso, a petición de los procuradores,[5] que en lo sucesivo los oficiales reales deberían pagar el conducho tomaran en todos los lugares y los que ya habían tomado,[6] aunque previamente los procuradores deberían comunicar al rey la identidad de los oficiales y el lugar en que lo habían tomado.[2]